# 2022 год в палеонтологии архозавров
Палеонтология архозавров (англ. Archosaur paleontology) — это раздел палеонтологии позвоночных, объектом изучения которого являются древние архозавры (Archosauria).
К архозаврам относят современных крокодилов и птиц, а также ряд их вымерших родственников, таких как различные стволовые псевдозухии, нептичьи динозавры и птерозавры. Хотя традиционно нептичьи архозавры рассматриваются в составе парафилетического класса пресмыкающихся (Reptilia), данные филогенетики позволяют выделить крокодилов, птиц и их стволовые группы в хорошо обособленную кладу архозавров. Древние птицы являются объектом изучения палеоорнитологии.
В статье представлены исследования, связанные с изучением ископаемых остатков архозавров, опубликованные в рецензируемой литературе в 2022 году.

## Исследования общей направленности

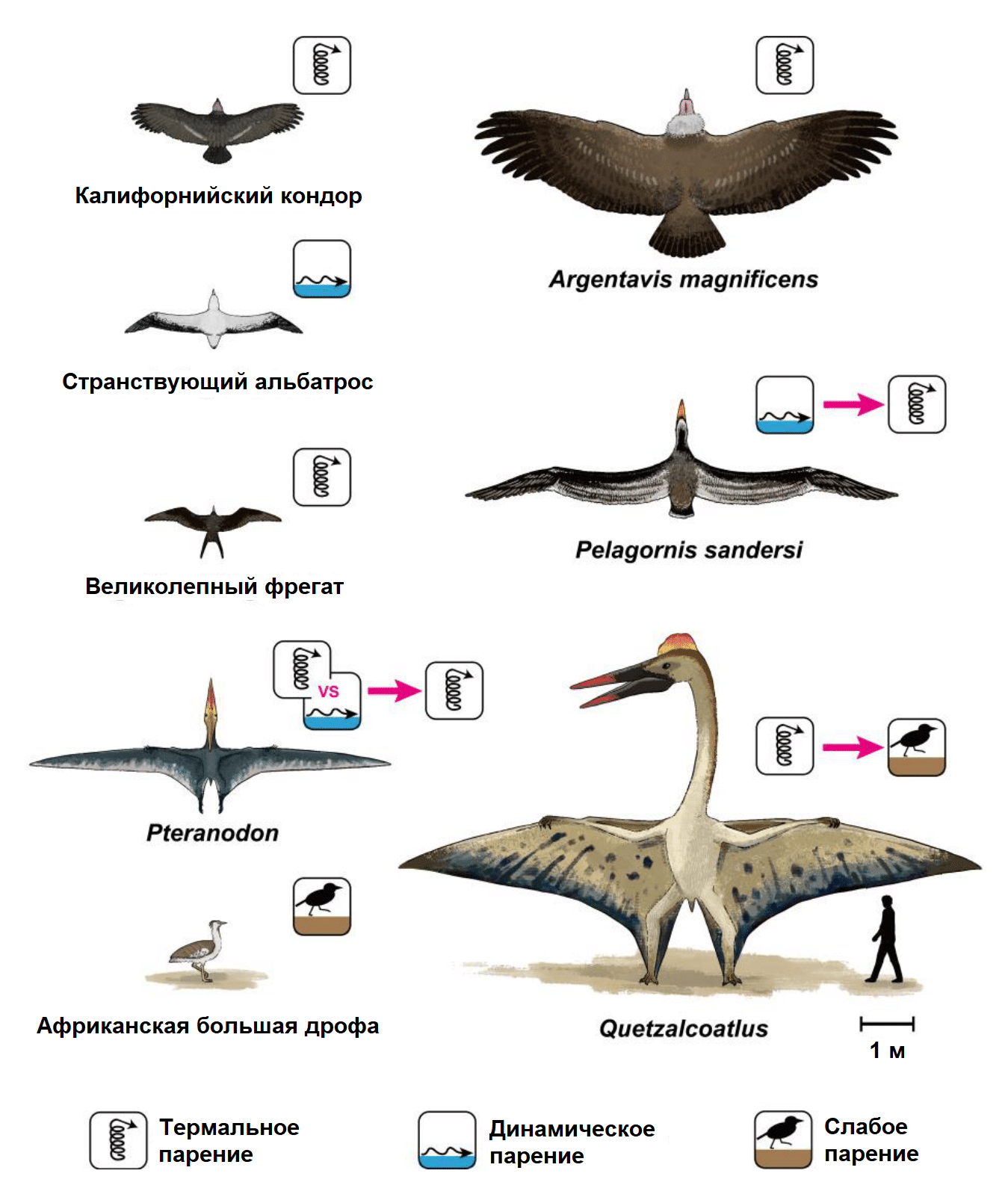
Типы парящего полёта вымерших гигантских птиц и птерозавров. Красные стрелки указывают на переход от ожидаемого результата или предыдущей гипотезы к сведениям, полученным Goto et al. (2022)

- Cost et al. описали методы использования тройных диаграмм[англ.] для визуализации ориентации челюстных мышц архозавров, которые могут применяться в поведенческих, онтогенетических и филогенетических исследованиях[7].
- Cuff et al. опубликовали исследование локомоции современных и вымерших архозавров с использованием моделей их опорно-двигательных аппаратов. Учёные предприняли попытку проверить «гипотезу локомоторного превосходства» (англ. locomotor superiority hypothesis, LSH), согласно которой способы передвижения ранних динозавров превосходили таковые у других архозавров, что обеспечило дальнейший эволюционный успех первых. Результаты исследования свидетельствуют о том, что, хотя LSH не следует сбрасывать со счетов, конвергентная эволюция между псевдозухиями и орнитодирами бросает вызов простому сценарию локомоторного превосходства[8].
- Gatesy et al. предложили стандартизированный методологический подход для измерения относительного положения и ориентации основных сегментов таза и задних конечностей современных и вымерших архозавров в трёх измерениях[9].
- Wiemann et al. применили рамановскую и инфракрасную спектроскопию с преобразованием Фурье для количественной оценки прижизненного накопления конечных продуктов перекисного окисления липидов (advanced lipoxidation end-products, ALE) в костях современных и вымерших рептилий. Основываясь на полученных данных, исследователи пришли к выводу о том, что предок орнитодир являлся эндотермом[англ.]; при этом анализ обнаружил, что стегозавр, трицератопс и гадрозавр были эктотермами[10][11][12][a].
- Goto et al. опубликовали исследование характеристик парящего полёта вымерших гигантских птиц (Pelagornis sandersi, аргентавис) и птерозавров (птеранодон, кетцалькоатль)[6][14].

## Псевдозухии

### Исследования общей направленности
- Benson et al. опубликовали критику[15] исследования Stockdale & Benton (2021), в котором был проведён регрессионный анализ, показавший, что более тёплые температуры окружающей среды коррелируют с высокими темпами эволюции и бо́льшими размерами тела псевдозухий[16]. По мнению Benson et al., аналитические результаты Stockdale & Benton сильно зависят от методологической ошибки в их индексе размера тела, в частности, решение не проводить логарифмические измерения вносит существенные ошибки в выводы об изменениях скорости эволюции[15]. В ответ Stockdale & Benton (2022) заявили, что, хотя они в значительной степени согласны с критикой Benson et al., существует слишком мало крупноразмерных таксонов, чтобы существенно изменить их выводы[17].
- Bona et al. изучили эмбриогенез нижней челюсти современных кайманов и сравнили полученные сведения с данными палеонтологической летописи псевдозухий[18].
- Sellers et al. реконструировали челюстную мускулатуру крокодилов и ископаемых представителей клады Suchia[англ.], чтобы установить влияние уплощения черепа на анатомию мышц зухий[19].

### Базальная группа
| Название    | Новшество       | Авторы        | Возраст       | Типовая местность                | Страна              | Примечания                                                    | Илл. | ZB |
| ----------- | --------------- | ------------- | ------------- | -------------------------------- | ------------------- | ------------------------------------------------------------- | ---- | -- |
| Mambawakale | Gen. et sp. nov | Butler et al. | Средний триас | Формация Манда (Manda Formation) | Танзания · (Рувума) | Базальная псевдозухия. Включает единственный вид — M. ruhuhu. |      |    |

- Ponce, Desojo & Cerda опубликовали исследование микроструктуры плечевой, бедренной и большеберцовой костей этозавра Aetosauroides scagliai, сделав на основе полученных данных выводы о его палеобиологии[21].
- Desmet, Antczak & Bodzioch описали анатомию костей тазового пояса этозавра Stagonolepis[англ.] из верхнего триаса Красеюва (Польша)[22].
- А. Г. Сенников произвёл ревизию Tsylmosuchus donensis и Scythosuchus basileus, в которой признал последний таксон младшим синонимом первого и отнёс Tsylmosuchus к семейству Ctenosauriscidae[23].
- Damke et al. описали неполную верхнюю челюсть базального представителя Loricata, обнаруженную в верхнетриасовых (карнийских) отложениях Hyperodapedon Assemblage Zone (нижняя часть Candelária Sequence[англ.], Бразилия). Это древнейшие остатки Loricata в данной стратиграфической единице[24].
- Polet & Hutchinson смоделировали походку Batrachotomus kupferzellensis и сравнили полученные результаты со следовыми дорожками Isochirotherium и Brachychirotherium[англ.][25].
- Mujal et al. опубликовали исследование пищевой экологии Batrachotomus kupferzellensis[26].

### Крокодиломорфы
Описание опубликовано/анонсировано в 2022 г.
 Описание было анонсировано в 2021 г., но публикация его финальной версии состоялась в 2022 г.
 Описание было анонсировано в 2022 г., но публикация его финальной версии состоялась в 2023 г.
| Название                    | Новшество         | Авторы                | Возраст                          | Типовая местность                                                     | Страна                                      | Примечания | Илл. | ZB |
| --------------------------- | ----------------- | --------------------- | -------------------------------- | --------------------------------------------------------------------- | ------------------------------------------- | --- | ---- | -- |
| Confractosuchus             | Gen. et sp. nov   | White et al.          | Верхний мел (сеноман)            | Формация Уинтон (Winton Formation)                                    | Австралия ( Квинсленд)                      | Представитель эузухий. Включает единственный вид — C. sauroktonos.                                                 |      |    |
| Diplocynodon kochi          | Sp. nov           | Venczel & Codrea      | Эоцен (приабон)                  | Формация Клуж-Лаймстоун (Cluj Limestone Formation)                    | Румыния · ( Клуж)                           | Представитель семейства Diplocynodontidae надсемейства Alligatoroidea.                                             |      |    |
| Eptalofosuchus              | Gen. et sp. nov   | Rolando et al.        | Верхний мел (кампан)             | Формация Убераба (Uberaba Formation)                                  | Бразилия · ( Минас-Жерайс)                  | Крокодиломорф из клады Notosuchia. Включает единственный вид — E. viridi.                                          |      |    |
| Eurycephalosuchus           | Gen. et sp. nov   | Wu et al.             | Верхний мел                      |                                                                       | Китай · (Цзянси)                            | Представитель клады Orientalosuchina надсемейства Alligatoroidea. Включает единственный вид — E. gannanensis.      |      |    |
| Hanyusuchus                 | Gen. et sp. nov   | Iijima et al.         | Голоцен                          |                                                                       | Китай · (Фуцзянь, Гуандун, Гуанси, Хайнань) | Представитель гавиаловых с мозаикой признаков Gavialinae и Tomistominae. Включает единственный вид — H. sinensis.  |      |    |
| Kinyang                     | Gen. et 2 sp. nov | Brochu et al.         | Нижний — средний миоцен          | Формация Мабоко (Maboko Formation) Формация Локоне (Lokone Formation) | Кения                                       | Настоящий крокодил подсемейства Osteolaeminae. Род включает два новых вида: K. mabokoensistypus и K. tchernovi.    |      |    |
| Maomingosuchus acutirostris | Sp. nov           | Massonne et al.       | Эоцен (верхний бартон — приабон) | Формация На-Дуонг (Na Duong Formation)                                | Вьетнам · (Лангшон)                         | Крокодил, на основании морфологических данных классифицированный авторами описания как представитель Tomistominae. |      |    |
| Qianshanosuchus             | Gen. et sp. nov   | Boerman et al.        | Нижний палеоцен                  | Бассейн Цяньшань (Qianshan Basin)                                     | Китай · (Аньхой)                            | Предположительно, базальный представитель Crocodyloidea. Включает единственный вид — S. cordovai.                  |      |    |
| Sacacosuchus                | Gen. et sp. nov   | Salas-Gismondi et al. | Верхний миоцен                   | Формация Писко (Pisco Formation)                                      | Перу · ( Арекипа)                           | Морской гавиал. Включает единственный вид — S. cordovai.                                                           |      |    |
| Titanochampsa               | Gen. et sp. nov   | Fachini et al.        | Верхний мел (маастрихт)          | Формация Марила (Marília Formation)                                   | Бразилия · ( Сан-Паулу)                     | Крокодилиформ, предположительно принадлежащий к неозухиям. Включает единственный вид — T. iorii.                   |      |    |
| Yanjisuchus                 | Gen. et sp. nov   | Rummy et al.          | Мел (альб — сеноман)             | Формация Лунцзин (Longjing Formation)                                 | Китай · (Гирин)                             | Крокодиломорф семейства параллигаторид. Включает единственный вид — Y. longshanensis.                              |      |    |

- Dollman & Choiniere опубликовали исследование эволюции анатомии нёбных костей ранних крокодиломорф[41].
- To, Nesbitt, Stocker описали подвздошную кость базального крокодиломорфа из верхнетриасовых отложений Otis Chalk assemblage (формация Колорадо-Сити[англ.], группа Докум[англ.]; Техас, США). Открытие свидетельствует о большом распространении ранних крокодиломорф в низких широтах Пангеи[42].
- Ruebenstahl et al. опубликовали исследование анатомии и родственных связей Junggarsuchus sloani[англ.] и Dibothrosuchus elaphros[англ.][43].
- Castanera et al. опубликовали обзор типового материала ихновида Crocodylopodus meijidei из берриаса Испании и провели исследование локомоции крокодиломорфа, оставившего следы[44].
- Marsà et al. опубликовали исследование гистологии костей и закономерностей роста Neuquensuchus universitas[англ.], Notosuchus terrestris[англ.], Mariliasuchus amarali[англ.] и Adamantinasuchus navae[англ.][45].
- Cubo et al. опубликовали гистологическое исследование, свидетельствующее в пользу того, что нотозухии Araripesuchus wegeneri, Armadillosuchus arrudai, Baurusuchus sp., Iberosuchus macrodon[англ.] и Stratiotosuchus maxhechti[англ.] были эктотермами[46].
- Sena et al. опубликовали исследование гистологии остеодерм меловых нотозухий из Бразилии. Авторы работы сообщили об обнаружении шарпеевых волокон[англ.] у Armadillosuchus arrudai, Itasuchus jesuinoi[англ.] и Baurusuchidae[англ.], интерпретировав своё открытие как свидетельство наличия у этих животных толстого жёсткого слоя кожи, покрывавшего остеодермы. Кроме того, в некоторых остеодермах исследователи выявили сосудистые каналы, которые могли повышать способность к теплопередаче[47].
- Navarro et al. описали микроструктуру зубов и тканей крепления зубов Notosuchus terrestris[англ.]. Исследователи обнаружили, что относительная и абсолютная толщина эмали N. terrestris подобны таковым у плотоядных нотозухий, таких как Baurusuchidae. Они интерпретировали полученные результаты как указывающие на то, что N. terrestris выделялся на фоне других нотозухий пониженной скоростью роста зубов[48].
- Sena et al. опубликовали исследование гистологии костей нового экземпляра нотозухии Mariliasuchus amarali[англ.] из верхнемеловой формации Адамантина[англ.] (Adamantina Formation) в Бразилии[49].
- Groh et al. провели исследование филогении неозухий[англ.] и оценили время возникновения их основных клад[50].
- Cowgill et al. опубликовали исследование эволюции солевых желез[англ.] у талаттозухий[51].
- Serafini et al. описали скопление костей телеозаврида подсемейства Aeolodontinae из верхнеюрской формации Россо-Аммонитико-Веронезе (Rosso Ammonitico Veronese Formation) в Италии. Материал был определён как регургиталит[англ.], то есть непереваренные остатки пищи, срыгнутые пелагическим хищником или падальщиком (предположительно, хрящевой рыбой или морской рептилией). Находка представляет собой первые остатки крокодиломорфа, описанные как регургиталит, и расширяет сведения о географическом распространении Aeolodontinae[52].
- Darlim et al. провели филогенетический анализ с использованием морфологических и молекулярно-генетических данных, который определил Portugalosuchus azenhae вне кроновой клады Crocodylia[53].
- Puértolas-Pascual et al. создали реконструкции внутренних полостей черепов Arenysuchus gascabadiolorum[англ.] и Agaresuchus subjuniperus[англ.][54].
- Kuzmin рассмотрел весь известный материал длинномордых крокодилиформ[англ.] из верхнего мела (сеноман-сантон) Центральной Азии. Автор работы пришёл к выводу, что Zholsuchus procerus[англ.] представляет собой валидный таксон, который является одним древнейших известных представителей кроновой группы Crocodylia[55].
- Bona et al. переописали голотип Notocaiman stromeri[англ.], изучив таксономический статус и филогенетическое положение данного вида[56].
- Paiva et al. предприняли попытку оценить размеры тела крупных Caimaninae из миоцена Южной Америки, включая Purussaurus и Mourasuchus[англ.][57].
- Ristevski et al. опубликовали исследование анатомии черепа Trilophosuchus rackhami[58].
- Voiculescu-Holvad описали фрагмент нижней челюсти, принадлежавший Thoracosaurus[англ.] или похожему животному, который был обнаружен в верхнемеловых (нижнемаастрихтских) отложениях Мён-Клинт[англ.] (Дания). Находка указывает на трансатлантическое распространение Gavialoidea[англ.] в начале маастрихта[59].
- Martin et al. описали древнейшие обнаруженные на Мадагаскаре остатки рода настоящих крокодилов (Crocodylus), датированные возрастом 7670—7510 лет до настоящего времени[60].
- Halaclar et al. описали след крокодила, оставленный на крокодильем копролите из эоцена Вьетнама[61][62].
- Godfrey, Collareta & Nance сообщили о копролитах крокодилов из формации Калверт[англ.] (нижний—средний миоцен; Мэриленд, США), которые примечательны наличием туннелей, видимо, оставленных неизвестными копрофагами[63].

## Примитивныеавеметатарзалии
| Название  | Новшество       | Авторы         | Возраст                                        | Типовая местность                            | Страна                          | Примечания | Илл. | ZB |
| --------- | --------------- | -------------- | ---------------------------------------------- | -------------------------------------------- | ------------------------------- | --- | ---- | -- |
| Gamatavus | Gen. et sp. nov | Pretto et al.  | Средний триас — верхний триас (ладин — карний) | Формация Санта-Мария (Santa Maria Formation) | Бразилия · ( Риу-Гранди-ду-Сул) | Силезаврид. Включает единственный вид — G. antiquus.                                                                                                  |      |    |
| Maehary   | Gen et sp. nov  | Kellner et al. | Верхний триас (норий)                          | Candelária Sequence                          | Бразилия · ( Риу-Гранди-ду-Сул) | Представитель орнитодир, предположительно занимающий базальное положение в составе клады Pterosauromorpha. Включает единственный вид — M. bonapartei. |      |    |

- Müller изучил, какое морфопространство занимают различные области скелета лагерпетид (Lagerpetidae) в морфологическом спектре авеметатарзалий. В результате были выделены общие с птерозаврами и динозавроморфами признаки, а также уникальные черты[67].
- Kellner et al. изучили остатки Faxinalipterus minimus[англ.], первоначально классифицированного как птерозавр, и обосновали его принадлежность к лагерпетидам; при этом левая верхняя челюсть, ранее приписанная Faxinalipterus, была отнесена к другому животному — Maehary[65][66].
- Foffa et al. опубликовали исследование, в котором подтвердили принадлежность Scleromochlus taylori к кладе Pterosauromorpha, а также представили новую реконструкцию его скелета и пересмотрели диагноз[68].
- Müller & Garcia описали бедренную кость неопределённого динозавроморфа из среднетриасовых отложений Dinodontosaurus Assemblage Zone (Pinheiros-Chiniquá Sequence, Бразилия) — самого древнего представителя своей группы, остатки которого были обнаружены в Южной Америке[69].

## Птерозавры
Описание опубликовано в 2022 г.
 Описание было анонсировано в 2021 г., но публикация его финальной версии состоялась в 2022 г.
| Название                       | Новшество       | Авторы                               | Возраст                       | Типовая местность                                          | Страна                        | Примечания | Илл.                                                       | ZB |
| ------------------------------ | --------------- | ------------------------------------ | ----------------------------- | ---------------------------------------------------------- | ----------------------------- | --- | ---------------------------------------------------------- | -- |
| Cascocauda                     | Gen et sp. nov  | Yang et al.                          | Юрский период (бат — оксфорд) | Формация Тяоцзишань (Tiaojishan Formation)                 | Китай · (Хэбэй)               | Представитель анурогнатид, известный по полному скелету молодой особи, сохранившемуся с пикнофибрами и мембраной крыльев. Включает единственный вид — C. rong. |                                                            |    |
| Dearc                          | Gen et sp. nov  | Jagielska et al.                     | Средняя юра (бат)             | Формация Лилт-Шейл (Lealt Shale Formation)                 | Великобритания · ( Шотландия) | Крупный представитель Rhamphorhynchinae с размахом крыльев около 2,5 метра. Включает единственный вид — D. sgiathanach.                                        |                                                            |    |
| Epapatelo                      | Gen. et sp. nov | Fernandes et al.                     | Верхний мел (маастрихт)       | Формация Мукуио (Mucuio Formation)                         | Ангола                        | Представитель Pteranodontia. Включает единственный вид — E. otyikokolo.                                                                                        | Фрагмент плечевой кости голотипа · Локтевая кость голотипа |    |
| Lingyuanopterus                | Gen. et sp. nov | Xu, Jiang & Wang                     | Нижний мел (апт)              | Формация Цзюфотан (Jiufotang Formation)                    | Китай · (Ляонин)              | Истиодактилид. Включает единственный вид — L. camposi. |                                                            |    |
| Pachagnathus                   | Gen et sp. nov  | Martínez et al.                      | Верхний триас (норий)         | Формация Кебрада-дель-Барро (Quebrada del Barro Formation) | Аргентина · ( Сан-Хуан)       | Представитель Raeticodactylidae; один из древнейших птерозавров Южного полушария. Включает единственный вид — P. benitoi.                                      |                                                            |    |
| Pteraichnus gracilis (ихновид) | Ichnosp. nov    | Ha et al.                            | Нижний мел (альб)             | Формация Чинджу (Jinju Formation)                          | Республика Корея              | Следы птерозавров. |                                                            |    |
| Thanatosdrakon                 | Gen. et sp. nov | Ortiz David, González Riga & Kellner | Верхний мел (коньяк — сантон) | Формация Плоттье (Plottier Formation)                      | Аргентина · ( Мендоса)        | Крупный аждархид с предполагаемым размахом крыльев около 7 и 9,2 м для голотипа и паратипа соответственно. Включает единственный вид — T. amaru.               |                                                            |    |
| Yelaphomte                     | Gen et sp. nov  | Martínez et al.                      | Верхний триас (норий)         | Формация Кебрада-дель-Барро                                | Аргентина · ( Сан-Хуан)       | Представитель Raeticodactylidae; один из древнейших птерозавров Южного полушария. Включает единственный вид — Y. praderioi.                                    |                                                            |    |

- Sangster опубликовала остеологическое исследование Dimorphodon macronyx[81].
- Jiang et al. описали два новых экземпляра укуноптерида Kunpengopterus sinensis из верхнеюрских отложений формации Тяоцзишань[англ.] (Китай), ассоциированных с эметолитами — ископаемыми желудочными гранулами. Изучив эметолиты, исследователи пришли к выводу, что K. sinensis был рыбоядным и, вероятно, питался преимущественно палеонискообразными рыбами[82].
- Dalla Vecchia предложил новую интерпретацию орбитальных, предглазничных и ноздревых окон анурогнатид, а также оценил её влияние на филогению[83].
- Alarcón-Muñoz et al. описали новое местонахождение остатков ктенохазматид (Ctenochasmatidae) в пустыне Атакама (север Чили), относящееся к нижнемеловой формации Кебрада-Монардес (Quebrada Monardes Formation)[84].
- Gao et al. переописали ктенохазматида Moganopterus zhuiana из нижнемеловой формации Цзюфотан[англ.] (Ляонин, Китай)[85].
- Zhou, Zhu & Chen описали первые остатки птерозавров (возможно, представителей Ornithocheiroidea[англ.]) из нижнемеловой формации Хуацзин[англ.] (Huajiying Formation) в китайской провинции Хэбэй[86].
- Pentland et al. переописали и предприняли попытку установить филогенетическое положение анхангверида Ferrodraco lentoni[англ.][87].
- Averianov et al. описали фрагмент пястной кости джунгариптерида cf. Lonchognathosaurus[англ.] sp. из нижнемеловой илекской свиты[англ.] (местонахождение Новочернореченское, Красноярский край, Россия). Это первая посткраниальная кость птерозавра, обнаруженная в илекской свите, и первые остатки джунгариптерида, идентифицированные на территории России[88][89].
- Zhou, Niu & Yu описали новый экземпляр тапеярида Sinopterus (джехольская биота[англ.]), позволивший уточнить посткраниальную морфологию этого птерозавра[90].

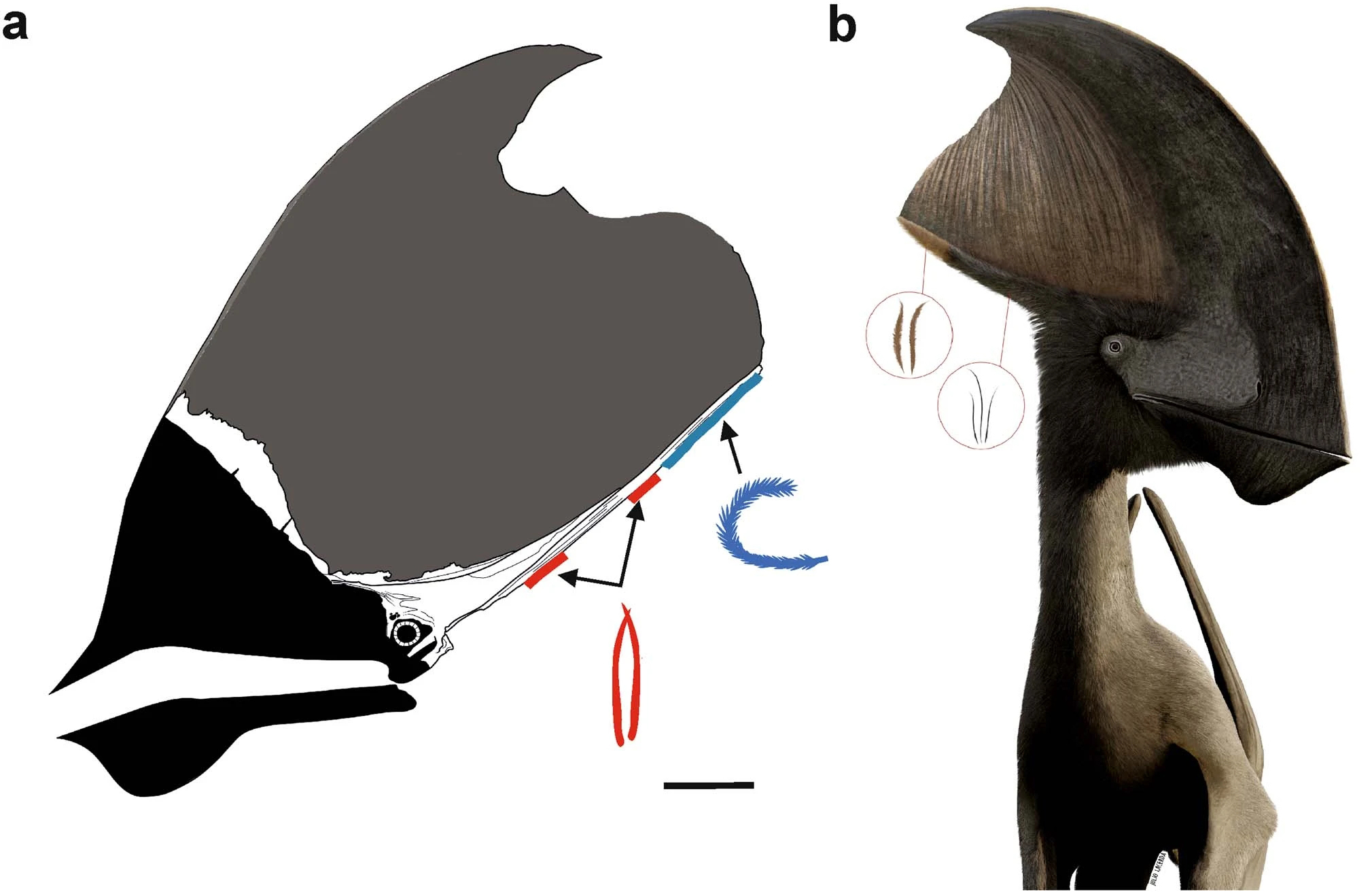
Реконструкция образца MCT.R.1884 (Tupandactylus cf. imperator). Моноволокна отмечены красным цветом, разветвлённые перья — синим

- Cincotta et al. описали хорошо сохранившийся экземпляр Tupandactylus cf. imperator из нижнемеловой формации Крато[англ.] (Бразилия), ассоциированный с остатками кожи, моноволокнами и разветвлёнными покровными структурами; при этом в различных типах покровных структур птерозавра были выявлены скопления разных типов меланосом. Авторы исследования пришли к выводу, что пикнофибры — разветвлённые покровные структуры птерозавров — гомологичны перьям динозавров (включая птиц) и, следовательно, также могут быть классифицированы как перья. Наличие перьев как у динозавров, так и у птерозавров говорит о том, что их общие предки — примитивные триасовые авеметатарзалии — также обладали перьевым покровом. Обнаружение тканеспецифичных меланосом, ранее известных только для тероподовых динозавров, свидетельствует в пользу того, что ключевые геномные элементы управления окраской на основе меланина существовали уже у ранних авеметатарзалий[91][92].
- Canejo et al. описали новый экземпляр Caiuajara dobruskii, который представлен самым полным известным черепом этого вида, что позволило извлечь дополнительные данные о его краниальной анатомии[93].
- Averianov, Zverkov & Nikiforov описали шейный позвонок крупного птерозавра из кампанских отложений Ижбердинского карьера близ города Орска (Оренбургская область, Россия), который они интерпретировали как первую находку остатков гигантского аждархида, сделанную на территории России[94].

## Нептичьидинозавры

### Исследования общей направленности
- Ballell, Benton & Rayfield опубликовали исследование разнообразия форм и функций зубов ранних динозавров. Палеонтологи обнаружили свидетельства ранее незамеченного функционального разнообразия озубления ранних динозавров. Результаты исследования подтверждают, что плотоядность или всеядность была наследственной диетой динозавров, а облигатная растительноядность возникла как поздняя эволюционная инновация у завроподоморф и птицетазовых[95].
- Изучив озёрные отложения Джунгарского бассейна[англ.] на северо-западе Китая, Olsen et al. описали первые эмпирические доказательства того, что в позднетриасовую и раннеюрскую эпохи в полярных регионах были отрицательные температуры. Из этого был сделан вывод, что динозавры, жившие в арктических широтах, смогли населить эту местность благодаря теплоизолирующим покровам, наличие которых подтверждается филогенетическим брекетингом[англ.]. Исследователи предположили, что покровы обеспечили выживание динозаврам во время вулканических зим триасово-юрского вымирания[96][97].
- Reolid, Ruebsam & Benton опубликовали исследование воздействия раннеюрского события Дженкинса (Jenkyns Event) на наземные экосистемы, включая сообщества динозавров[98].
- Barbacka et al. описали копролиты из нижней юры (геттанга) Польши, атрибутированные завроподоморфам, птицетазовым и крупным плотоядным тероподам, следы которых были обнаружены в той же местности[99].
- Zhou et al. опубликовали исследование возраста палеофауны из нижних слоёв формации Шаксимяо[англ.] (Lower Shaximiao Formation; Чунцин, Китай), представленной преимущественно завроподами. Используя уран-свинцовый метод (для циркона), исследователи продатировали слой туфового алевролита, залегающий под слоем с ископаемыми остатками, возрастом в 166,0 ± 1,5 млн лет[100].
- Klein et al. описали следовые дорожки тероподовых и птицетазовых динозавров из юрских формаций Имильчил (Imilchil Formation) и Исли (Isli Formation) в Марокко. Следы теропод ихнорода Changpeipus, известного также по многочисленным находкам в Восточной Азии, могут свидетельствовать о фаунистическом обмене между Восточной Азией и Северной Африкой во времена среднеюрской эпохи[101].
- Xing & Yu опубликовали обзор следов динозавров из формации Тучэнцзы[англ.] (верхняя юра — нижний мел) в Северном Китае[102].
- Wyenberg-Henzler опубликовал исследование экоморфопространства[англ.] основных клад крупных растительноядных динозавров (массой более 1 т), живших на территории Северной Америки с поздней юры по конец позднего мела[103].
- Nudds, Lomax & Tennant описали хорошо сохранившийся экземпляр тенонтозавра Tenontosaurus tilletti (MANCH LL.12275) из нижнемеловой формации Кловерли[англ.] (Монтана, США), рядом с которым были найдены гастролиты и зубы дейнониха Deinonychus antirrhopus. Исследование предоставляет дополнительные доказательства в пользу того, что тенонтозавры были обычной частью рациона дейнонихов[104].
- Averianov et al. опубликовали ревизию остатков динозавров, обнаруженных в нижнемеловых отложениях местонахождения Могойто (муртойская свита[англ.]; Республика Бурятия, Россия). Были определены следующие таксоны: завроподы Tengrisaurus starkovi и Sauropoda indet., тероподы Ornithomimosauria, Therizinosauria, Dromaeosauridae и Theropoda indet. и птицетазовые Jeholosauridae indet. (включая зубы, ранее приписанные пситтакозавру)[105].
- Zhang et al. сообщили об обнаружении нового местонахождения в Нинчэне (Внутренняя Монголия, Китай), сходного по составу палеофауны с Lujiatun Unit исяньской свиты в Бэйпяо (Ляонин, Китай). В отложениях местонахождения сохранились остатки фаунистического комплекса с преобладанием динозавров, который был причислен к раннемеловой джехольской биоте[106].
- Lallensack et al. описали две следовые дорожки динозавров из отложений нового местонахождения в палестинском городе Эль-Бира, относящихся к нижнемеловой (альбской) формации Сорек (Soreq Formation). Это первые ископаемые остатки из Палестины, соотнесённые с нептичьими динозаврами. Следовые дорожки были произведены как минимум двумя таксонами: небольшим бипедальным животным, вероятно, тероподом, и более крупным, вероятно, тероподом или орнитоподом[107].
- Skutschas et al. описали фрагмент трубчатой кости динозавра из верхнемеловых (сантон-кампан) отложений близ деревни Ижберда в Оренбургской области России. Палеонтологи интерпретировали гистологические особенности кости как свидетельствующие о быстром непрерывном росте, как у гадрозаврид и Eusauropoda. Исходя из этого, авторы работы пришли к выводу, что в позднем мелу на территории Южного Урала обитали крупные динозавры, которые не подвергались «островному эффекту», несмотря на то, что жили на островах или на окраине континента[108].
- Enriquez et al. описали следовые дорожки теропод и гадрозаврид из верхнемеловой (кампанской) формации Вапити[англ.] в Альберте, Канада[109].
- Ramezani et al. представили набор геохронологических данных из кампанских геологических формаций Западного внутреннего бассейна Северной Америки. Полученные данные свидетельствуют о том, что отложения формаций Кайпаровиц[англ.], Джудит-Ривер[англ.], Ту-Медисин[англ.] и Дайносор-Парк[англ.], содержащие ископаемые остатки, в основном совпадают по возрасту. Это опровергает критическую интерпретацию широтной провинциальности кампанских таксонов динозавров как артефакта неправильного определения возраста пород[110].
- Martin et al. применили изотопы кальция для определения структуры пищевой сети экосистем, существовавших на территории современной Альберты в последние 10 миллионов лет мелового периода (формации Дайносор-Парк, Хорсшу-Каньон[англ.] и Сколлард[англ.])[111].
- Tahoun et al. описали открытие органических молекул в окаменелостях динозавров. В исследовании представлен обзор аналитических методов, используемых для их обнаружения и характеристики, а также представлен широкий спектр химических органических соединений, включая небольшие молекулы и полимеры, обнаруженные на сегодняшний день у динозавров. Помимо этого, в статье обсуждаются трудности однозначного подтверждения присутствия некоторых органических молекул в этих окаменелостях[112].

### Птицетазовые
- Norman et al. опубликовали исследование эволюционных отношений птицетазовых динозавров, основанное на модифицированной версии матрицы данных Müller & Garcia (2020[2]), в которой силезавриды были восстановлены как града базальных птицетазовых. Исследователи «воскресили» название Prionodontia для обозначения наименее инклюзивной клады, включающей Iguanodon bernissartensis, Echinodon becklesii и Scelidosaurus harrisonii, а также назвали новую кладу Parapredentata (наименее инклюзивная клада, включающая Silesaurus opolensis и Iguanodon bernissartensis)[113].
- Brown et al. опубликовали исследование конфликтующих филогенетических деревьев базальных Neornithischia, традиционно объединяемых в парафилетическую группу «гипсилофодонтид» (Hypsilophodontidae)[114].

#### Тиреофоры
| Название    | Новшество       | Авторы                                   | Возраст                                         | Типовая местность                          | Страна                   | Примечания                                                                                    | Илл. | ZB |
| ----------- | --------------- | ---------------------------------------- | ----------------------------------------------- | ------------------------------------------ | ------------------------ | --------------------------------------------------------------------------------------------- | ---- | -- |
| Jakapil     | Gen. et sp. nov | Riguetti, Apesteguía & Pereda-Suberbiola | Верхний мел (сеноман)                           | Формация Канделерос (Candeleros Formation) | Аргентина · ( Рио-Негро) | Тиреофор, вероятно, базальный представитель группы. Включает единственный вид — J. kaniukura. |      |    |
| Patagopelta | Gen. et sp. nov | Riguetti et al.                          | Верхний мел (верхний кампан — нижний маастрихт) | Формация Аллен (Allen Formation)           | Аргентина · ( Рио-Негро) | Анкилозавр из семейства нодозаврид. Включает единственный вид — P. cristata.                  |      |    |
| Yuxisaurus  | Gen. et sp. nov | Yao et al.                               | Нижняя юра (синемюр — тоар)                     | Формация Фэнцзяхэ (Fengjiahe Formation)    | Китай · (Юньнань)        | Ранний тиреофор. Включает единственный вид — Y. kopchicki.                                    |      |    |

- Schade & Ansorge описали новый материал тиреофора из нижней юры северо-восточной Германии[118].
- Frauenfelder et al. описали неполный череп cf. Kunbarrasaurus sp. из нижнемеловых (альбских) отложений формации Тулебук[англ.] в Австралии. Это древнейшие остатки анкилозавра, найденные в Квинсленде[119].
- Schade et al. провели исследование нейроанатомии нодозаврида Struthiosaurus austriacus, показавшее, что ящер вёл сравнительно малоподвижный образ жизни с ограниченными социальными взаимодействиями. Это означает, что, в отличие от активных и вооружённых хвостовой булавой анкилозаврид, нодозавриды, вероятно, больше полагались на свою броню, занимая другие экологические ниши[120][121].
- Arbour, Zanno & Evans изучили патологические остеодермы, локализованные по бокам в области бёдер голотипа Zuul crurivastator, которые, по мнению исследователей, были повреждены во время ритуального боя с представителем того же вида. Авторы работы предположили, что хвостовые булавы анкилозаврид использовались в основном для внутривидовых боёв[122].

#### Цераподы
Описание опубликовано в 2022 г.
 Описание было анонсировано в 2021 г., но публикация его финальной версии состоялась в 2022 г.
 Описание было анонсировано в 2022 г. но публикация его финальной версии состоялась в 2023 г.
| Название          | Новшество         | Авторы                    | Возраст                          | Типовая местность                              | Страна                              | Примечания                                                                                              | Илл. | ZB |
| ----------------- | ----------------- | ------------------------- | -------------------------------- | ---------------------------------------------- | ----------------------------------- | --- | ---- | -- |
| Bisticeratops     | Gen. et sp. nov   | Dalman, Jasinski, & Lucas | Верхний мел (кампан)             | Формация Киртленд (Kirtland Formation)         | США · ( Нью-Мексико)                | Цератопсид из подсемейства хасмозаврин. Включает единственный вид — B. froeseorum.                      |      |    |
| Huallasaurus      | Gen. et comb. nov | Rozadilla et al.          | Верхний мел (кампан — маастрихт) | Формация Лос-Аламитос (Los Alamitos Formation) | Аргентина · ( Рио-Негро)            | Гадрозаврид из трибы Kritosaurini; новая комбинация для "Kritosaurus" australis Bonaparte, 1984.        |      |    |
| Iyuku             | Gen. et sp. nov   | Forster et al.            | Нижний мел (берриас — готерив)   | Формация Кирквуд (Kirkwood Formation)          | ЮАР · ( Восточно-Капская провинция) | Орнитопод из клады Iguanodontia. Включает единственный вид — I. raathi.                                 |      |    |
| Kelumapusaura     | Gen. et sp. nov   | Rozadilla et al.          | Верхний мел (кампан — маастрихт) | Формация Аллен (Allen Formation)               | Аргентина · ( Рио-Негро)            | Гадрозаврид из трибы Kritosaurini. Включает единственный вид — K. machi.                                |      |    |
| Malefica          | Gen. et sp. nov   | Prieto-Márquez & Wagner   | Верхний мел (кампан)             | Формация Агуджа (Aguja Formation)              | США · ( Техас)                      | Базальный гадрозаврид. Включает единственный вид — M. deckerti.                                         |      |    |
| Napaisaurus       | Gen. et sp. nov   | Ji & Zhang                | Нижний мел                       | Формация Синьлун (Xinlong Formation)           | Китай · (Гуанси)                    | Базальный представитель клады Iguanodontia. Включает единственный вид — N. guangxiensis.                |      |    |
| Nevadadromeus     | Gen. et sp. nov   | Bonde et al.              | Верхний мел (сеноман)            | Формация Уиллоу-Танк (Willow Tank Formation)   | США · ( Невада)                     | Птицетазовое, предположительно, из семейства Thescelosauridae. Включает единственный вид — N. schmitti. |      |    |
| Sierraceratops    | Gen. et sp. nov   | Dalman et al.             | Верхний мел (кампан — маастрихт) | Формация Холл-Лейк (Hall Lake Formation)       | США · ( Нью-Мексико)                | Цератопсид из подсемейства хазмозаврин. Включает единственный вид — S. turneri.                         |      |    |
| Transylvanosaurus | Gen. et sp. nov   | Augustin et al.           | Верхний мел (маастрихт)          | Бассейн Хацег (Haţeg Basin)                    | Румыния                             | Орнитопод из семейства Rhabdodontidae. Включает единственный вид — T. platycephalus.                    |      |    |

- Fiorillo et al. изучили вариативность относительной численности гадрозаврид и цератопсид из верхнего мела Аляски и пришли к выводу, что годовое количество осадков играло бо́льшую роль в распространении аляскинских динозавров, чем годовая температура; сезонные колебания температуры между летом и зимой, по мнению исследователей, имели вторичную роль[132][133].
- Son et al. описали сочленённый скелет молодой особи Yamaceratops dorngobiensis из верхнемеловой джавхлантской свиты[англ.] в Монголии[134].
- Baag & Lee опубликовали исследование гистологии костей Koreaceratops hwaseongensis[135].
- Tereshchenko описал осевой скелет подростковой особи Protoceratops andrewsi из отложений верхнемеловой джадохтской свиты[англ.] в Монголии[136].
- Mallon et al. переописали два «воротника» цератопсид из маастрихта Канады, приписываемых торозавру (Torosaurus; самые северные экземпляры рода); изучив материал и объединив свои выводы с дополнительными соображениями, исследователи заключили, что торозавр является отдельным от трицератопса (Triceratops) родом, а не его онтогенетической стадией, как предполагают некоторые исследователи[137].

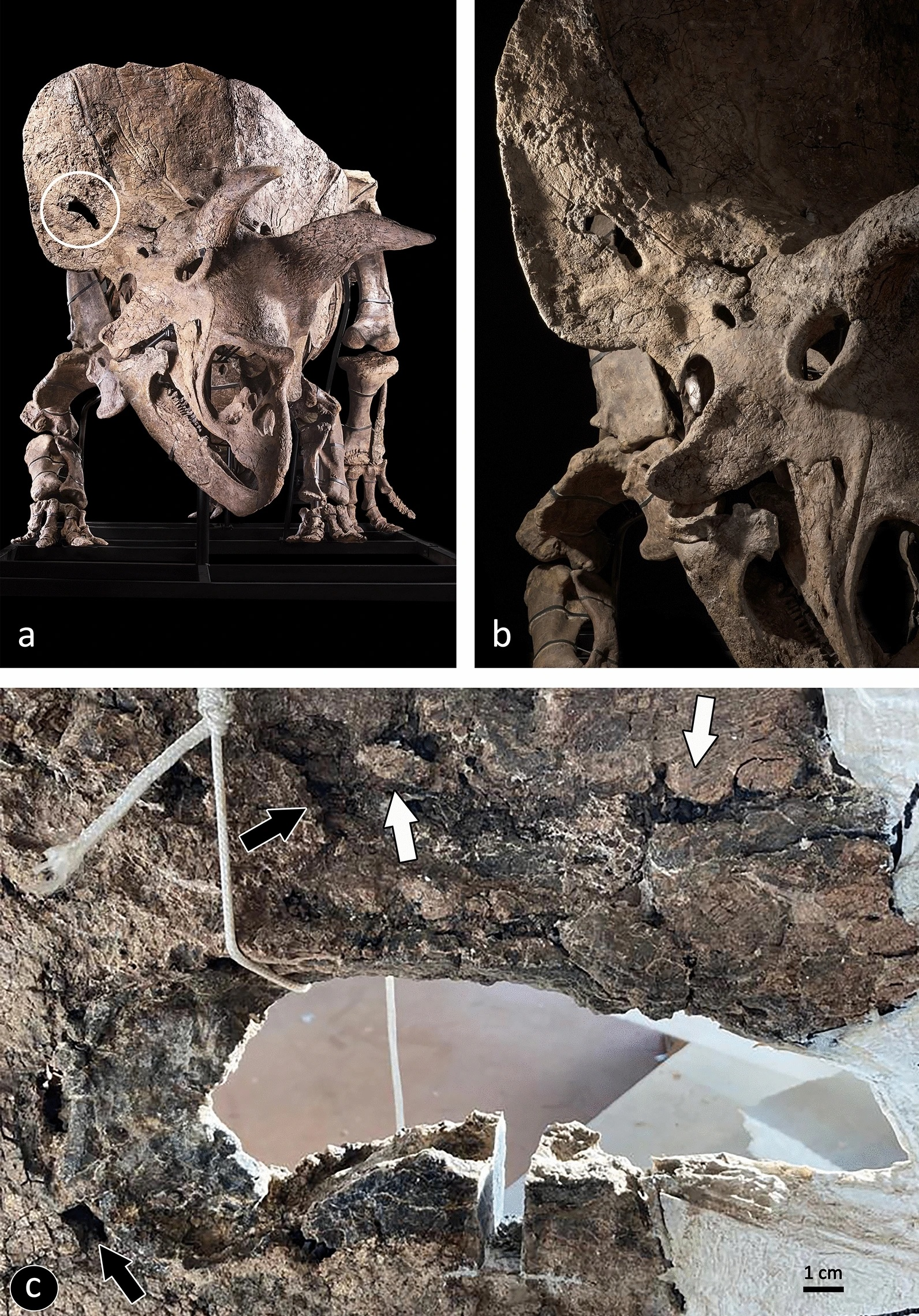
Возможное боевое ранение на скелете трицератопса грубого по прозвищу Большой Джон (трицератопс).

- D’Anastasio et al. изучили отверстие, перфорирующее правую чешуйчатую кость образца трицератопса грубого (Triceratops horridus), известного как «Большой Джон»[англ.]. Исследователи интерпретировали это отверстие как результат травмы, нанесённой рогом другого трицератопса во время сражения[138][139].
- Sánchez-Fenollosa et al. описали посткраниальные остатки орнитопод из верхнеюрской формации Вильяр-дель-Арзобиспо[англ.] (Валенсия, Испания), предварительно отнеся их к aff. Camptosaurus sp.[140]
- Moreno-Azanza & Mateus переописали голотип Draconyx loureiroi, включая прежде неизвестный материал; проведённый исследователями филогенетический анализ восстановил род в числе базальных представителей Styracosterna[141].
- García-Cobeña, Verdú & Cobos описали остатки крупных игуанодонтов клады Styracosterna, относящихся к двум разным таксонам, обнаруженные в нижнемеловой формации Эль-Кастеллар[англ.] (Теруэль, Испания). Кроме того, было сообщено о первой дорожке следов динозавров (орнитопод) из Эль-Кастеллар[142].
- Castanera et al. описали следовые дорожки орнитопод из формации Эль-Кастеллар (ихновид Caririchnium magnificum)[143].
- Samathi & Suteethorn описали остатки взрослой и молодой особей базальных Styracosterna (вне клады Hadrosauriformes), которые были обнаружены в нижнемеловой формации Хок-Круат[англ.] (Таиланд)[144].
- Gasulla et al. описали неполный аксиальный скелет Iguanodon bernissartensis из нижнемеловой (верхнебарремской) формации Арсильяс-де-Морелла[англ.] в Морелья, Испания[145].
- А. О. Аверьянов, А. В. Лопатин и Х. Цогтбаатар описали почти полный сочленённый скелет ювенильного гадрозавроида из местонахождения Байшин-Цав в пустыне Гоби (Монголия), относимого к верхнемеловой баинширэинской свите[англ.] (сеноман-сантон)[146].
- Xing et al. описали ископаемые яйца[англ.] и эмбрионы гадрозавроид из верхнемеловой (маастрихтской) формации Хекоу[англ.] в Китае, которые могут быть близки или принадлежать к таким таксонам как Levnesovia transoxiana, Tanius sinensis и Nanningosaurus dashiensis[147][148].
- Wyenberg-Henzler, Patterson & Mallon опубликовали исследование морфометрической[англ.] изменчивости черепа североамериканских гадрозаврид и соответствующих диетических изменений[149].
- Bertozzo et al. описали патологическую локтевую кость Amurosaurus riabinini с опухшим и увеличенным дистальным концом, обнаруженную в отложениях верхнемеловой (маастрихтской) удурчуканской свиты[англ.] (Амурская область, Россия). Методом компьютерной томографии исследователи обнаружили косой перелом, который мог возникнуть в результате удара. Таким образом, разрастание кости соответствует мозоли, которая в процессе заживления начала обволакивать травмированный участок. Ящер умер до того как кость зажила, причём при переломе произошло смещение костных обломков, что, по-видимому, привело к неправильному срастанию; в результате животное, вероятно, было вынуждено хромать и ходить на трёх конечностях[150].
- Scott et al. описали костное ложе из формации Олдман[англ.] (Альберта, Канада), представленное остатками преимущественно молодых особей грипозавров (Gryposaurus sp.)[151].
- Drumheller et al. изучили повреждения мягких тканей мумии эдмонтозавра, известной по прозвищу «Дакота[англ.]» (NDGS 2000). Согласно предположению исследователей, поедание туши эдмонтозавра падальщиками обеспечило выход для накопившихся жидкостей и газов, что замедлило её разложение и позволило произойти процессу естественной мумификации[152][153].

### Ящеротазовые
- Aureliano et al. изучили осевые скелеты ранних ящеротазовых Buriolestes schultzi, Pampadromaeus barberenai и Gnathovorax cabreirai и не нашли свидетельств посткраниальной пневматичности у этих таксонов. Палеонтологи предположили, что система воздушных мешков, пронизывающих скелеты, отсутствовала у самых ранних динозавров и развивалась независимо у теропод, завроподоморф и птерозавров[154].

#### Завроподоморфы
Описание опубликовано в 2022 г.
 Описание было анонсировано в 2021 г., но публикация его финальной версии состоялась в 2022 г.
 Описание было анонсировано в 2022 г., но публикация его финальной версии состоялась в 2023 г.
| Название              | Новшество                 | Авторы                         | Возраст                          | Типовая местность                                                | Страна                         | Примечания                                                                                          | Илл. | ZB |
| --------------------- | ------------------------- | ------------------------------ | -------------------------------- | ---------------------------------------------------------------- | ------------------------------ | --------------------------------------------------------------------------------------------------- | ---- | -- |
| Abditosaurus          | Gen. et sp. nov           | Vila et al.                    | Верхний мел (маастрихт)          | Формация Конкуэс (Conquès Formation)                             | Испания · ( Каталония)         | Завропод из семейства Saltasauridae клады титанозавров. Включает единственный вид — A. kuehnei.     |      |    |
| Caieiria              | Gen. et sp. nov           | Silva Junior et al.            | Верхний мел (маастрихт)          | Формация Серра-да-Гальга (Serra da Galga Formation)              | Бразилия · ( Минас-Жерайс)     | Завропод из трибы Aeolosaurini клады титанозавров. Включает единственный вид — C. allocaudata.      |      |    |
| Ibirania              | Gen. et sp. nov           | Navarro et al.                 | Верхний мел (сантон — кампан)    | Формация Сан-Жозе-ду-Риу-Прету (São José do Rio Preto Formation) | Бразилия · ( Сан-Паулу)        | Завропод из семейства Saltasauridae клады титанозавров. Включает единственный вид — I. parva.       |      |    |
| Mbiresaurus           | Gen. et sp. nov           | Griffin et al.                 | Верхний триас (карний)           | Формация Пеббли-Аркос (Pebbly Arkose Formation)                  | Зимбабве                       | Ранний завроподоморф. Включает единственный вид — M. raathi.                                        |      |    |
| Menucocelsior         | Gen. et sp. nov           | Rolando et al.                 | Верхний мел (кампан — маастрихт) | Формация Аллен (Allen Formation)                                 | Аргентина · ( Рио-Негро)       | Завропод клады титанозавров. Включает единственный вид — M. arriagadai.                             |      |    |
| Perijasaurus          | Gen. et sp. nov           | Rincón et al.                  | Юра (тоар—аален)                 | Формация Ла-Кинта (La Quinta Formation)                          | Колумбия · ( Сесар)            | Ранний представитель Eusauropoda. Включает единственный вид — P. lapaz.                             |      |    |
| Ruixinia              | Gen. et sp. nov           | Mo et al.                      | Нижний мел (баррем)              | Формация Исянь (Yixian Formation)                                | Китай · (Ляонин)               | Представитель Somphospondyli. Включает единственный вид — R. zhangi.                                |      |    |
| Teratopodus (ихнород) | Ichnogen. et ichnosp. nov | Tomaselli et al.               | Верхний мел (кампан)             | Формация Анаклето (Anacleto Formation)                           | Аргентина · ( Мендоса)         | Следы титанозавров. Включает единственный ихновид — T. malarguensis.                                |      |    |
| Tuebingosaurus        | Gen. et sp. nov           | Regalado Fernandez & Werneburg | Верхний триас (норий)            | Формация Троссинген (Trossingen Formation)                       | Германия · ( Баден-Вюртемберг) | Завроподоморф, ранний представитель клады Massopoda. Включает единственный вид — T. maierfritzorum. |      |    |
| Yuzhoulong            | Gen. et sp. nov           | Dai et al.                     | Средняя юра (бат)                | Формация Шаксимяо (Shaximiao Formation)                          | Китай · (Чунцин)               | Базальная макронария. Включает единственный вид — Y. qurenensis.                                    |      |    |

- Lefebvre et al. изучили вариативность трубчатых костей завроподоморф (впервые с использованием трёхмерной геометрической морфометрии) в контексте появления плана тела[англ.] завропод[165].
- Otero & Hutchinson опубликовали обзор биологических механизмов, лежащих в основе эволюционного перехода от облигатного или факультативного бипедализма к облигатному квадропедализму у завроподоморф[166].
- Dunne et al. опубликовали исследование влияния климата на распространение завроподоморф в течение их ранней эволюционной истории. Исследователи пришли к выводу, что позднетриасовые завроподоморфы имели более ограниченное пространство климатической ниши, чем другие четвероногие (включая других динозавров), поскольку отсутствовали в самых жарких низкоширотных климатических зонах. По мнению авторов работы, расширению географического распространения завроподоморф в течение ранней юры способствовали климатические изменения, в результате которых увеличилась площадь территорий с прохладным климатом, и лишь в ранней юре, ближе к радиации завропод, завроподоморфы переместились в более тёплую климатическую нишу[167].
- Müller & Garcia описали неполный посткраниальный скелет сравнительно крупного базального завроподоморфа, который был обнаружен в верхнетриасовых (карнийских) отложениях на юге Бразилии[168].
- Müller опубликовал исследование формы и вариаций переднебокового рубца на бедренных костях Pampadromaeus barberenai и Buriolestes schultzi. Основываясь на полученных результатах, автор работы заключил, что переднебоковой рубец мог быть более распространён среди орнитодир, чем считалось ранее[169].
- Ballell, Rayfield & Benton предприняли попытку реконструировать аппендикулярную мускулатуру Thecodontosaurus antiquus, изучив остеологические корреляты прикрепления мышц поясов верхних и нижних конечностей[170].
- Otero & Pol опубликовали исследование онтогенетических изменений посткраниального скелета Mussaurus patagonicus[171].
- Taylor обобщил свои выводы о том, что почти все известные шеи завропод являются неполными и искажёнными[172].
- Tschopp et al. опубликовали обзор экземпляров завропод, обнаруженных в формации Моррисон (верхняя юра США)[173].
- Sakaki et al. описали зубы завропод клады Somphospondyli из туронской формации Тамагава (Tamagawa Formation) в Японии и, основываясь на их износе, изучили рацион и механизм жевания этих динозавров[174].
- Cerda et al. опубликовали исследование внешней морфологии, внутренней микроанатомии и костной микроструктуры полуостистых отростков позвонков голотипа амаргазавра (Amargasaurus cazaui) и образца неопредёленного дикреозаврида из формации Ла-Амарга[англ.] (Аргентина). В результате были предоставлены новые аргументы в пользу гипотезы о наличии шейного паруса у амаргазавра[175][176][177].

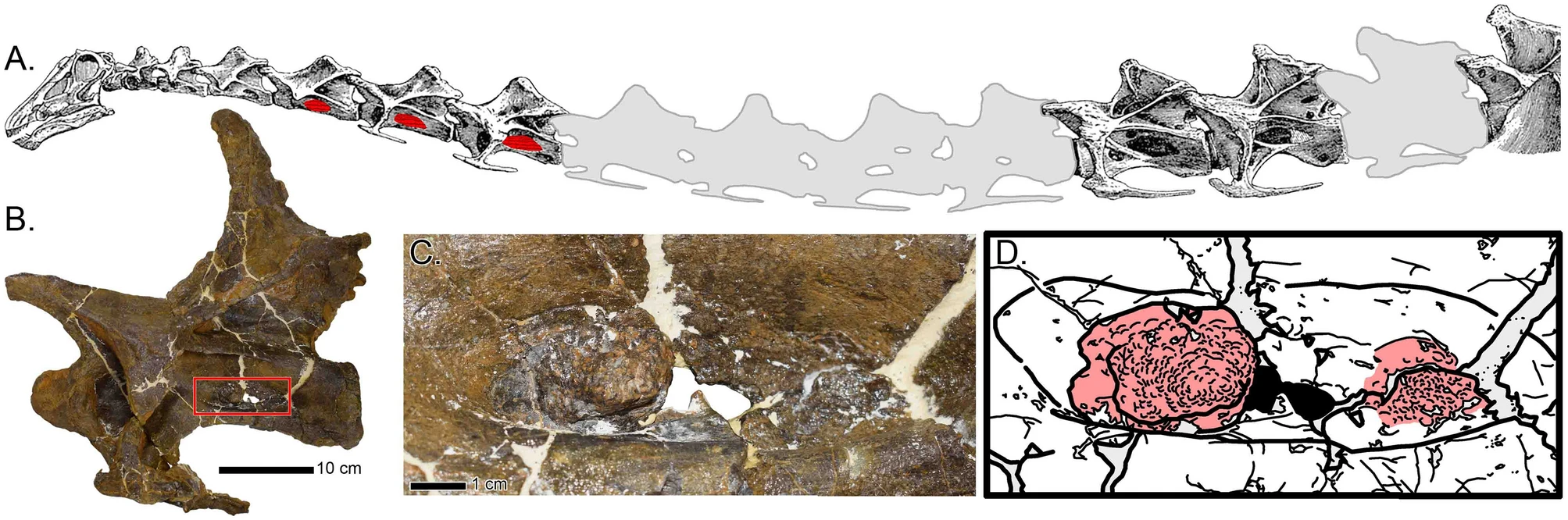
А — реконструированный скелет шеи диплодоцида (недостающие кости показаны светло-серым), патологические костные образования отмечены красным. B — пятый шейный позвонок с выделенным красной рамкой участком, где находятся образования. С и D — фотография и прорисовка образований

- Woodruff et al. описали свидетельства аэросаккулита[англ.] у диплодоцида из формации Моррисон (Lower O’Hair Quarry, Монтана) — первой инфекции такого рода, описанной для нептичьего динозавра[178][179][180].
- Pittman et al. изучили морфологию, сохранность и тафономию отпечатков чешуи Haestasaurus[англ.], а также провели обзор морфологии кожи завропод[181].
- Bellardini et al. опубликовали исследование остеологии и филогенетического положения Ligabuesaurus[англ.], основанное на новых посткраниальных элементах, причисленных к голотипу, и ещё одном дополнительном образце[182].
- Averianov & Lopatin описали прежде неизвестный эпистрофей Sibirotitan astrosacralis из нижнемеловых (аптских) отложений илекской свиты в Кемеровской области России[183].
- Páramo et al. опубликовали исследование морфологической изменчивости костей задних конечностей титанозавров из Lo Hueco Konzentrat-Lagerstätte (формация Вильяльба-де-ла-Сьерра[англ.], Испания)[184].
- Reis, Ghilardi & Fernandes описали ребро завропода со следами укуса теропода (предположительно, абелизаврида), которое было обнаружено в верхнемеловой формации Сан-Жозе-ду-Риу-Прету (São José do Rio Preto Formation) в Бразилии[185].
- Fiorelli et al. описали первое место гнездования титанозавров из верхнего мела Бразилии (Serra da Galga Formation; маастрихтский ярус)[186].
- Rigby et al. описали ювенильный экземпляр Diamantinasaurus matildae из верхнемеловой формации Уинтон[англ.] (Австралия)[187].
- Brum et al. изучили микроструктуру костей осевого скелета титанозавров Austroposeidon, Gondwanatitan и Maxakalisaurus[англ.], установив наличие ранней быстрой и поздней медленной фаз роста, особенно выраженных в спинных рёбрах[188].
- Moreno et al. представили подробное остеологическое описание осевого скелета[англ.] и пересмотренный диагноз титанозавра Rinconsaurus caudamirus, известного из отложений сантонской формации Баджо-де-ла-Карпа[англ.] (Рио-Негро, Аргентина)[189].
- А. О. Аверьянов и А. В. Лопатин описали зубы завропод из верхнемеловой бостобинской свиты[англ.] (сантон-кампан) местонахождения Шах-Шах в Казахстане, которые были отнесены к титанозаврам клады Opisthocoelicaudiidae[190].
- Lallensack & Falkingham предложили новый метод определения фазы ходьбы завропод по их следовым дорожкам и пришли к выводу, что эти динозавры имели особую диагональную походку: каждый шаг передней конечности сопровождался шагом противоположной задней (см. видеозапись)[191][192].
- Stevens, Ernst & Marty разработали новый метод расчёта глено-вертлужного расстояния (примерно равно длине туловища) и типа походки наземных позвоночных по длине сцепления следов, который был применён ими на следах завропод из верхнеюрских отложений кантона Юра (Швейцария)[193].
- Strickson опубликовала исследование, целью которого было поставлено определение наиболее надёжных методов вычисления индекса гетероподии (разницы между площадью стопы и кисти) при изучении следовых дорожек. Автор работы пришла к выводу, что предыдущие исследования переоценили экстремальную гетероподию у завроподовых динозавров[194].
- Keller & Or выдвинули гипотезу о том, что завроподы уплотняли подпочву во время своего передвижения, оказывая негативное воздействие на её продуктивность, подобно тому, как это делают сейчас сельскохозяйственные транспортные средства. По мнению авторов работы, завроподы могли следовать определённым экологическим стратегиям уменьшения уплотнения подпочвы, таким как передвижение по фиксированным тропам[195].

#### Тероподы
Описание опубликовано/анонсировано в 2022 г.
 Описание было анонсировано в 2021 г., но публикация его финальной версии состоялась в 2022 г.
| Название                | Новшество       | Авторы                     | Возраст                       | Типовая местность                                                         | Страна | Примечания | Илл. | ZB |
| ----------------------- | --------------- | -------------------------- | ----------------------------- | ------------------------------------------------------------------------- | --- | --- | ---- | -- |
| Daspletosaurus wilsoni  | Sp. nov         | Warshaw & Fowler           | Верхний мел (кампан)          | Формация Джудит-Ривер (Judith River Formation)                            | США · ( Монтана)                                                                                            | Вид дасплетозавра. |      |    |
| Daurlong                | Gen. et sp. nov | Wang et al.                | Нижний мел (апт)              | Формация Лунцзян (Longjiang Formation)                                    | Китай · (Внутренняя Монголия)                                                                               | Дромеозаврид. Включает единственный вид — D. wangi. |      |    |
| Dzharaonyx              | Gen. et sp. nov | Averianov & Sues           | Верхний мел (турон)           | Биссектинская свита                                                       | Узбекистан · (Навоийская область)                                                                           | Альваресзаврид. Включает единственный вид — D. eski. |      |    |
| Elemgasem               | Gen. et sp. nov | Baiano et al.              | Верхний мел (турон — коньяк)  | Формация Портесуэло (Portezuelo Formation)                                | Аргентина · ( Неукен)                                                                                       | Абелизаврид. Включает единственный вид — E. nubilus. |      |    |
| Guemesia                | Gen. et sp. nov | Agnolín et al.             | Верхний мел (кампан)          | Формация Лос-Бланкитос (Los Blanquitos Formation)                         | Аргентина · ( Сальта)                                                                                       | Абелизаврид. Включает единственный вид — G. ochoai. |      |    |
| Iberospinus             | Gen. et sp. nov | Mateus & Estraviz-López    | Нижний мел (баррем)           | Формация Папо-Секо (Papo Seco Formation)                                  | Португалия · (Сетубал)                                                                                      | Спинозаврид. Включает единственный вид — I. natarioi. |      |    |
| Maip                    | Gen. et sp. nov | Aranciaga Rolando et al.   | Верхний мел (маастрихт)       | Формация Чоррильо (Chorrillo Formation)                                   | Аргентина · ( Санта-Крус)                                                                                   | Один из крупнейших представителей Megaraptoridae (около 9—10 м в длину). Включает единственный вид — M. macrothorax.                                                                                                |      |    |
| Meraxes                 | Gen. et sp. nov | Canale et al.              | Верхний мел (сеноман — турон) | Формация Уинкуль (Huincul Formation)                                      | Аргентина · ( Неукен)                                                                                       | Кархародонтозаврид. Включает единственный вид — M. gigas. |      |    |
| Natovenator             | Gen. et sp. nov | Lee et al.                 | Верхний мел (кампан)          | Барунгойотская свита (Barun Goyot Formation)                              | Монголия · ( Умнеговь)                                                                                      | Дромеозаврид из подсемейства Halszkaraptorinae. Включает единственный вид — N. polydontus. |      |    |
| Ondogurvel              | Gen. et sp. nov | Averianov & Lopatin        | Верхний мел (кампан)          | Барунгойотская свита                                                      | Монголия · ( Умнеговь)                                                                                      | Альваресзаврид. Включает единственный вид — O. alifanovi. |      |    |
| Papiliovenator          | Gen. et sp. nov | Pei et al.                 | Верхний мел (кампан)          | Формация Баян- Мандаху (Bayan Mandahu Formation)                          | Китай · (Внутренняя Монголия)                                                                               | Троодонтид. Включает единственный вид — P. neimengguensis. |      |    |
| Paralitherizinosaurus   | Gen. et sp. nov | Kobayashi et al.           | Верхний мел (кампан)          | Формация Осоушинай (Osoushinai Formation)                                 | Япония · ( Хоккайдо)                                                                                        | Теризинозаврид. Включает единственный вид — P. japonicus. |      |    |
| Tyrannosaurus imperator | Sp. nov         | Paul, Persons & Van Raalte | Верхний мел (маастрихт)       | Формации Хелл-Крик, Ланс, Ларами, Ланс, Макрей, Нос-Хорн? и Джавелина?    | США Штаты ( Монтана · Северная Дакота · Южная Дакота · Вайоминг · Нью-Мексико? · Техас? · Юта?)             | Предлагаемые новые виды тираннозавра. Carr et al. (2022) рассмотрели доказательства, предоставленные Paul, Persons & Van Raalte (2022), и сочли их недостаточными для отделения T. imperator и T. regina от T. rex. |      |    |
| Tyrannosaurus regina    | Sp. nov         | Paul, Persons & Van Raalte | Верхний мел (маастрихт)       | Формации Хелл-Крик, Ланс, Феррис, Денвер, Френчмен, Уиллоу-Крик, Сколлард | Канада Провинции ( Альберта · Саскачеван) США Штаты ( Колорадо · Северная Дакота · Южная Дакота · Вайоминг) | Предлагаемые новые виды тираннозавра. Carr et al. (2022) рассмотрели доказательства, предоставленные Paul, Persons & Van Raalte (2022), и сочли их недостаточными для отделения T. imperator и T. regina от T. rex. |      |    |
| Vectiraptor             | Gen. et sp. nov | Longrich, Martill & Jacobs | Верхний мел (баррем)          | Формация Уэссекс (Wessex Formation)                                       | Великобритания · ( Остров Уайт)                                                                             | Дромеозаврид. Включает единственный вид — V. greeni. |      |    |

- Hendrickx et al. опубликовали исследование морфологии и распределения чешуи, кожных окостенений и других неперьевых покровных структур теропод, не относящихся к авиалам[217].
- Farlow et al. произвели расчёты плотностей популяций крупных теропод и мегарастительноядных динозавров из североамериканских формаций Моррисон (верхняя юра) и Дайносор-Парк (верхний мел). Исследователи пришли к выводу, что в пределах одной территории обитало большее количество крупных теропод, чем можно было бы предположить путём экстраполяции взаимосвязи между плотностью популяции и размером тела у современных хищных млекопитающих. При этом мяса, производимого мегарастительноядными, было недостаточно, чтобы прокормить крупных теропод. Как отмечают авторы работы, такой результат, скорее всего, связан со значительной ролью, которую могли занимать в рационе крупных теропод «среднеразмерные» динозавры (орнитоподы, небольшие тероподы и пр.) и молодь мегарастительноядных; кроме того, допускается возможность того, что метаболические потребности крупных теропод были отличными от таких у млекопитающих и птиц[218].
- Lockley, Hadden & Romilio описали следовые дорожки теропод ихнорода Grallator из базальной части верхнетриасовой формации Вингейт-Сендстоун[англ.] на западе Колорадо (США)[219].
- Lockley et al. описали скопление следов Grallator из нижнемеловой формации Хаман[англ.] в Республике Корея. Проведено исследование распространения следов Grallatoridae в Восточной Азии[220].
- Herrera-Castillo et al. описали следовую дорожку из местонахождения Лас-Ояс в Испании (нижнемеловая формация Ла-Уэргина[англ.]), которая была произведена крупным тероподом, предположительно страдавшим от патологии пальцев левой ноги[221][222].
- Oliveira, Oliveira & Fambrini описали хвостовой позвонок из отложений формации Альянса (Aliança Formation) в северо-восточной Бразилии, который был определён как принадлежащий базальному представителю Neotheropoda. Находка свидетельствует о том, что базальные неотероподы наподобие дилофозавра, повсеместно распространённые в начале юры, продолжали существовать на территории Гондваны в средней-поздней юре[223].
- Benson et al. опубликовали критику[224] исследования Schroeder, Lyons & Smith (2021), где была выдвинута гипотеза о том, что молодые тероподы, относившиеся к видам, во взрослом состоянии достигавшим 1000 кг и более, занимали ниши мезохищников[англ.], вытесняя виды меньших размеров[225]. В ответ Schroeder, Lyons & Smith (2022) провели дополнительное исследование, которое подтвердило их первоначальные выводы[226].
- Monvoisin et al. опубликовали ревизию ископаемых остатков теропод из средне- и верхнеюрских отложений утёсов Vaches Noires (Нормандия, Франция). Было выявлено как минимум три таксона: Streptospondylus altdorfensis, ещё один неопределённый мегалозавроид и аллозавроид[227].
- Isasmendi et al. опубликовали ревизию зубов теропод из верхнего мела (кампана) Лано[англ.], Испания. Итого был идентифицировано семь морфотипов зубов, распределённых по пяти таксонам: Arcovenator sp., Dromaeosauridae indet., Paraves indet., cf. Paronychodon sp. и cf. Richardoestesia sp.[228]
- Baiano & Cerda опубликовали исследование гистологии костей типового экземпляра Aucasaurus garridoi[229].
- Исходя из наличия взаимосвязи между плотностью костной ткани и водной экологией у современных амниот, Fabbri et al. применили этот же подход для оценки распределения водных адаптаций у динозавров. Согласно выводам исследователей, спинозавр (Spinosaurus) и барионикс (Baryonyx) питались под водой, тогда как как зухомим (Suchomimus) не был приспособлен к нырянию[230][231].
- Sereno et al. создали компьютерную реконструкцию скелета спинозавра, к которой добавили внутренние полости и мышцы; полученная модель указывает на то, что спинозавр не был способен нырять и был неустойчив при плавании в глубокой воде. Кроме того, исследователи сообщили об открытии ископаемых остатков спинозавра в сеноманской формации Эчкар[англ.] (Нигер), погребённых в речных отложениях вдали от морского побережья. Авторы работы интерпретировали спинозавра как полуводного хищника, устраивавшего засады на береговой линии[127][232].
- Isasmendi et al. переинтерпретировали фрагмент верхнечелюстной кости, первоначально отнесённый к бариониксу, как принадлежащий неопределённому барионихину[англ.], более близкому к бариониксу, чем к зухомиму[233].
- Noto et al. описали новое скопление окаменелостей теропод из верхнемеловой (сеноманской) формации Льюисвилль (Lewisville Formation; Woodbine Group) в Техасе, США. Несмотря на неполноту материала, были определены следующие таксоны: крупный представитель Carcharodontosauria, тираннозавроид (Tyrannosauroidea) средних размеров, крупный орнитомимозавр (Ornithomimosauria), крупный дромеозаврин (Dromaeosaurinae), мелкий дромеозаврид (Dromaeosauridae), мелкий троодонтид (Troodontidae) и небольшой цератозавр (Ceratosauria). Ископаемые остатки представителей Carcharodontosauria и Troodontidae были впервые описаны из отложений Аппалачии. Льюисвилльский тираннозавроид является древнейшим представителем своей группы, известным из Аппалачии[234].
- Baiano & Filippi описали неполную большеберцовую кость аллозавроида[англ.]* (Allosauroidea) из верхнемеловых (среднеконьякских) отложений формации Сьерра-Барроса[англ.] (Аргентинская Патагония)[235].
- Xing et al. описали скелет подростковой особи Allosaurus fragilis со множественными патологиями, который был обнаружен в верхнеюрской формации Моррисон (Вайоминг, США). Палеонтологи выявили повреждения спинных позвонков и скапулокоракоидов, предположительно соответствующие спондилоартропатии. Это первый случай палеопатологии такого рода, описанный для теропода[236].
- Davis et al. описали новый материал теропод из верхнемеловых (кампан-маастрихт) отложений местонахождения Río de las Chinas Valley site (бассейн Магальянес[англ.], Чили), расположенного на высокой палеошироте (>60° S). Это первые остатки мезозойских теропод из Чилийской Патагонии, а также самый южный за пределами Антарктиды материал представителей ряда групп теропод: Megaraptoridae, Unenlagiinae[англ.], энанциорнисовых птиц и мезозойских птицехвостых[237].
- Kotevski & Poropat опубликовали исследование зуба Megaraptoridae из отложений Австралии (предположительно, из сеноманской формации Гриман-Крик[англ.]), о котором впервые сообщил палеонтолог Артур Смит Вудворд в 1910 году[238].
- Padian выдвинул гипотезу уменьшения передних конечностей тираннозаврид для снижения риска укусов сородичей во время группового кормления[239][240].
- Kim et al. сравнили тело позвонка рыбы, найденное рядом с голотипом Raptorex kriegsteini, с остатками Harenaichthys lui из нэмэгэтинской свиты (Монголия) и китайским Xixiaichthys tongxinensis. Исследователи интерпретировали полученные результаты как подтверждающие вывод о том, что голотип R. kriegsteini происходит из нэмэгэтинской свиты[241].
- Voris et al. описали два ювенильных экземпляра Gorgosaurus libratus, позволившие уточнить представления об анатомии и онтогенезе этого таксона и тираннозаврид в целом[242].
- Yun опубликовал исследование анатомии лобной кости Teratophoneus curriei[243].
- Foster et al. опубликовали исследование анатомии черепа Qianzhousaurus sinensis[244].
- Meiri опубликовал критику[245] исследования Marshall et al. (2021), в котором была дана оценка численности популяции Tyrannosaurus rex за всё время существования вида[246]. Marshall et al. (2022) ответили на критику, заявив, что сделанные ими выводы основаны на долгосрочных средних значениях и поэтому многие опасения Meiri являются сомнительными[247].

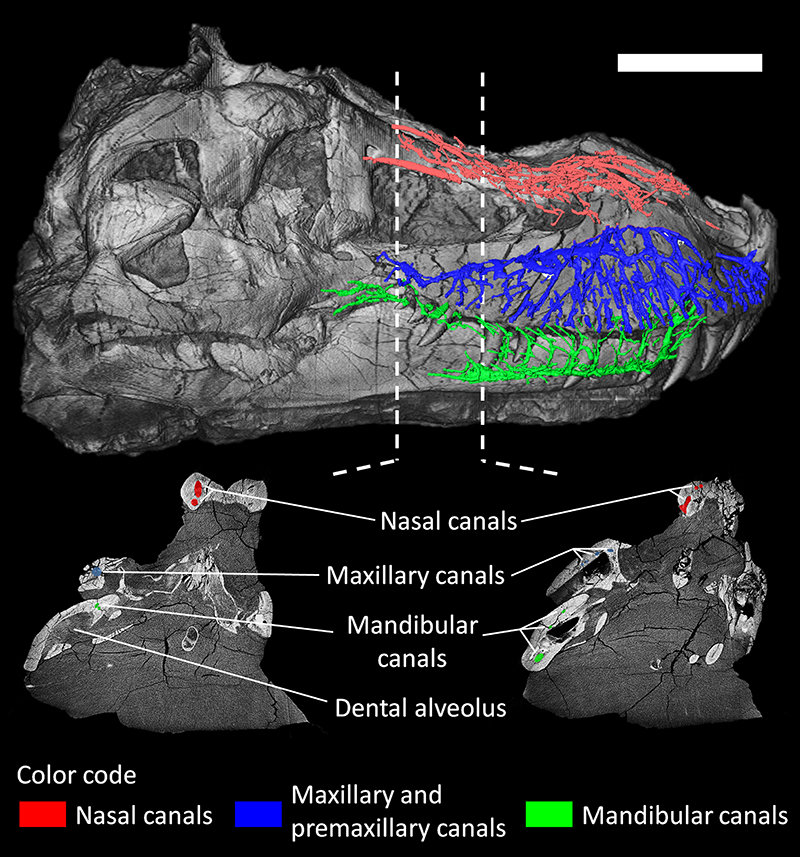
Сосудисто-нервные каналы Tyrannosaurus rex (Сью (тираннозавр)) с латеральной стороны (сверху) и в поперечном сечении (снизу)

- Bouabdellah, Lessner & Benoit описали предназначавшиеся для тройничного нерва каналы, которые сохранились на челюстях Tyrannosaurus rex (экземпляр FMNH PR 2081, также известный как «Сью»[англ.]). В работе обсуждается эволюционная история каналов тройничного нерва завропсид, а также возможность наличия губ и специализированных органов чувств у нептичьих теропод[248].
- Nottrodt описала первые диагностируемые остатки орнитомимид, обнаруженные в маастрихтских отложениях формации Сколлард[англ.] (Альберта, Канада). Окаменелости были приписаны орнитомиму (Оrnithomimus) и струтиомиму (Struthiomimus), что продлевает время существования этих родов на территории Альберты примерно на 10 млн лет вперёд (оба рода также известны из кампанской формации Дайносор-Парк)[249].
- Averianov & Lopatin переописали альваресзаврида Parvicursor remotus[англ.] из кампанских отложений барунгойотской свиты (Монголия). Голотип P. remotus был интерпретирован как молодая особь, а описанные по остаткам взрослых особей таксоны Linhenykus monodactylus и Ceratonykus oculatus — как субъективные младшие синонимы этого вида[250].
- Meade & Ma оценили силу укуса овирапторозавров Incisivosaurus, Citipati, Khaan и Conchoraptor, используя 3D-модели черепов с реконструированной приводящей мускулатурой челюстей[251].
- Yang & Sander опубликовали обзор имеющихся сведений о репродуктивной биологии позднемеловых овирапторозавров[252].
- Wei et al. описали новый образец неполовозрелой особи овирапторида Yulong mini из верхнемеловой формации Цюпа[англ.] (Qiupa Formation) в Китае. Это первый известный экземпляр этого вида, не являющийся птенцом[253].
- Santos Brilhante et al. описали коготь задней конечности, предположительно принадлежавший представителю дромеозаврид (cf. Dromaeosauridae), который был обнаружен в отложениях верхнемеловой формации Грес-а-Рептилес[англ.] на юге Франции[254].
- Hone et al. обнаружили внутри полости тела голотипа Microraptor zhaoianus остатки задней конечности небольшого млекопитающего, которая была съедена этим тероподом в результате акта хищничества или падальщичества[255][256].
- Powers et al. опубликовали исследование филогении эудромеозавров (Eudromaeosauria)[257].
- Pei & Xu опубликовали исследование эволюции морфологии черепа паравесов, не относящихся к авиалам, а также представителей Anchiornithinae[258].

## Авиалы(птицыв широком смысле)

### Исследования общей направленности
- Griffin et al. опубликовали исследование, в котором показали, что развитие таза эмбрионов птиц параллельно эволюции таза при переходе от нептичьих динозавров к птицам[259].
- Canoville, Chinsamy & Angst опубликовали исследование взаимосвязи микроанатомии костей и типа локомоции (гравипортальный и курсориальный типы) крупных современных и вымерших наземных птиц[260].
- De Mendoza et al. опубликовали исследование паттернов связности опорно-двигательной системы задних конечностей у современных и ископаемых ныряющих птиц[261].
- Kuznetsov & Panyutina опубликовали исследование, в котором оспорили гипотезу о том, что машущий полёт птиц развился через стадию наклонного бега с помощью крыльев[англ.], вместо этого поддержав классическую гипотезу планирующего предка[262].
- Sangster et al. предложили филогенетические определения для 25 основных клад веерохвостых птиц (Aves sensu stricto; =Neornithes)[263].

### Стволовыеавиалы
Описание было анонсировано в 2022 г., но публикация его финальной версии состоялась в 2023 г.
| Название              | Новшество       | Авторы         | Возраст                 | Типовая местность                         | Страна                        | Примечания | Илл. | ZB |
| --------------------- | --------------- | -------------- | ----------------------- | ----------------------------------------- | ----------------------------- | --- | ---- | -- |
| Beiguornis            | Gen. et sp. nov | Wang et al.    | Нижний мел              | Формация Лунцзян (Longjiang Formation)    | Китай · (Внутренняя Монголия) | Энанциорнисовая птица из семейства Bohaiornithidae. Включает единственный вид — B. khinganensis. |      |    |
| Confuciusornis shifan | Sp. nov         | Wang et al.    | Нижний мел              | Формация Цзюфотан (Jiufotang Formation)   | Китай · (Ляонин)              | Вид конфуциусорнисов. |      |    |
| Janavis               | Gen. et sp. nov | Benito et al.  | Верхний мел (маастрихт) | Формация Маастрихт (Maastricht Formation) | Бельгия · ( Льеж)             | Зубастая птицехвостая птица из клады Ichthyornithes. В целом напоминает ихтиорниса, но по морфологии крыловидной кости сближается с современными Galloanserae. Включает единственный вид — J. finalidens. |      |    |
| Musivavis             | Gen. et sp. nov | Wang et al.    | Нижний мел (апт)        | Формация Цзюфотан                         | Китай · (Ляонин)              | Энанциорнисовая птица. Включает единственный вид — M. amabilis. |      |    |
| Yatenavis             | Gen. et sp. nov | Herrera et al. | Верхний мел (маастрихт) | Формация Чоррильо (Chorrillo Formation)   | Аргентина · ( Санта-Крус)     | Энанциорнисовая птица. Включает единственный вид — Y. ieujensis. |      |    |

- Marugán-Lobón & Chiappe изучили морфометрию скелета образцов Confuciusornis sanctus, интерпретировав полученные результаты как указывающие на сложный жизненный цикл из нескольких фаз роста, не похожих на такие у современных птиц; судя по размерам клюва, на разных стадиях онтогенеза конфуциусорнисы имели неодинаковый рацион питания[269].
- Wang et al. создали трёхмерные реконструкции плечевых поясов Sapeornis chaoyangensis и Piscivorenantiornis inusitatus[270].
- Miller et al. предприняли попытку установить рацион различных представителей лонгиптеригид (Longirostravis, Rapaxavis, Shanweiniao и Shengjingornis), используя анализ массы тела, морфометрию когтей ног, анализ выигрыша в силе (mechanical advantage) верхней челюсти и анализ силы нижней челюсти при помощи метода конечных элементов (челюсти Shengjingornis не были включены в анализ из-за плохой сохранности). Согласно полученным результатам, большинство этих птиц поедали беспозвоночных или были всеядными; исключение представляет Shengjingornis, вероятно, занимавший какую-то другую нишу, которую определить не удалось[271][272].
- Benito et al. описали 40 новых экземпляров Ichthyornis dispar из отложений верхнемеловых формаций Ниобрара[англ.] (Канзас, США; сантонский ярус) и Мурвилль-Чок[англ.] (Алабама, США; кампанский ярус)[273].
- Bell & Chiappe опубликовали обзор анатомии, таксономии, филогении, эволюционных тенденций и палеоэкологии гесперорнисообразных[274].

### Бескилевые
- Widrig & Field опубликовали обзор эволюционной истории и палеонтологической летописи бескилевых[275].
- Buffetaut опубликовал исследование стратиграфического происхождения яичной скорлупы Psammornis (вероятно, произведённой гигантскими страусами), заключив, что, по данным оологической летописи, гигантские страусы обитали в Африке с позднего миоцена; такой вывод приводит к пересмотру некоторых гипотез о палеобиогеографической истории страусовых[276].
- Picasso, Acosta Hospitaleche & Mosto опубликовали обзор ископаемых южноамериканских и антарктических нандуобразных и прочих бескилевых[277].
- Pole изучил остатки растений из ущелий Каварау[англ.], Кромвель[англ.] и Роксбург в Центральном Отаго[англ.], Новая Зеландия (средний и верхний голоцен). Автор работы пришёл к выводу о том, что моа использовали скальные выступы в качестве мест для ночлега и приносили туда различную растительность. Также были описаны копролиты моа, в том числе содержащие первые свидетельства употребления этими птицами софоры мелколистной[англ.] (Sophora microphylla)[278].

### Новонёбные
Описание опубликовано в 2022 г.
 Описание было анонсировано в 2022 г., но публикация его финальной версии состоялась в 2023 г.
| Название                    | Новшество                | Авторы                | Возраст                    | Типовая местность                            | Страна                                         | Примечания | Илл. | ZB |
| --------------------------- | ------------------------ | --------------------- | -------------------------- | -------------------------------------------- | ---------------------------------------------- | --- | ---- | -- |
| Aegotheles zealandivetus    | Sp. nov                  | Worthy et al.         | Нижний миоцен              | Формация Баннокберн (Bannockburn Formation)  | Новая Зеландия · ( Отаго)                      | Совиный козодой. |      |    |
| Allgoviachen                | Gen. et sp. nov          | Mayr, Lechner & Böhme | Миоцен (тортон)            | Hammerschmiede clay quarry                   | Германия · ( Бавария)                          | Представитель утиных. Включает единственный вид — A. tortonica. |      |    |
| Annakacygna                 | Gen. et 2 sp. nov        | Matsuoka & Hasegawa   | Миоцен                     | Формация Хараичи (Haraichi Formation)        | Япония · ( Гумма)                              | Нелетающие лебеди-фильтраторы (триба Cygnini). Род включает два новых вида: A. hajimeitypus и A. yoshiiensis. |      |    |
| Centuriavis                 | Gen. et sp. nov          | Ksepka et al.         | Миоцен                     | Формация Аш-Холлоу (Ash Hollow Formation)    | США · ( Небраска)                              | Представитель фазановых, интерпретированный авторами описания как ответвившийся от общего ствола до того как разошлись предки рябчика и индейки. Включает единственный вид — C. lioae.                                   |      |    |
| Cryptogyps                  | Gen. et comb. nov        | Mather, Lee, & Worthy | Средний—верхний плейстоцен | Формация Катипири (Katipiri Formation)       | Австралия · ( Южная Австралия)                 | Представитель ястребиных; новая комбинация для "Taphaetus" lacertosus de Vis, 1905. |      |    |
| Danielsraptor               | Gen. et sp. nov          | Mayr & Kitchener      | Эоцен (ипр)                | Лондон-Клей (London Clay)                    | Великобритания · ( Эссекс)                     | Соколообразное из семейства Masillaraptoridae. Включает единственный вид — D. phorusrhacoides. |      |    |
| Dryornis hatcheri           | Sp. nov                  | Degrange              | Миоцен                     | Формация Санта-Круз (Santa Cruz Formation)   | Аргентина                                      | Американский гриф. |      |    |
| Geokichla longitarsus       | Sp. nov                  | Hume                  | Голоцен                    |                                              | Маврикий                                       | Представитель дроздовых из рода Geokichla. |      |    |
| Gypaetus georgii            | Sp. nov                  | Sánchez-Marco         | Верхний миоцен             |                                              | Испания                                        | Вид бородачей. |      |    |
| Lutavis                     | Gen. et sp. nov          | Mayr & Kitchener      | Эоцен (ипр)                | Лондон-Клей                                  | Великобритания · ( Англия)                     | Представитель клады Afroaves. Включает единственный вид — L. platypelvis. |      |    |
| Minutornis                  | Gen. et sp. nov          | Mayr & Kitchener      | Эоцен (ипр)                | Лондон-Клей                                  | Великобритания · ( Англия)                     | Представитель Parapasseres неясного систематического положения, похожий на Zygodactylidae. Включает единственный вид — M. primoscenoides.                                                                                |      |    |
| Miosurnia                   | Gen. et sp. nov          | Li et al.             | Верхний миоцен             | Формация Люйшу (Liushu Formation)            | Китай · (Ганьсу)                               | Представитель трибы Surniini семейства совиных. Включает единственный вид — M. diurna. |      |    |
| Miotadorna catrionae        | Sp. nov                  | Tennyson et al.       | Миоцен (Altonian)          | Формация Баннокберн                          | Новая Зеландия · ( Отаго)                      | Представитель утиных подсемейства Tadorninae. |      |    |
| Nasidytes                   | Gen. et sp. nov          | Mayr & Kitchener      | Эоцен (ипр)                | Лондон-Клей                                  | Великобритания · ( Эссекс)                     | Стволовое гагарообразное. Включает единственный вид — N. ypresianus. |      |    |
| Neophron lolis              | Sp. nov                  | Sánchez-Marco         | Верхний миоцен             |                                              | Испания                                        | Вид стервятников. |      |    |
| Notochen                    | Gen. et sp. nov          | Worthy et al.         | Нижний миоцен              | Формация Баннокберн                          | Новая Зеландия · ( Отаго)                      | Утиное, похожее на представителя гусиных. Включает единственный вид — N. bannockburnensis. |      |    |
| Plesiocathartes insolitipes | Sp. nov                  | Mayr & Kitchener      | Эоцен (ипр)                | Лондон-Клей                                  | Великобритания · ( Англия)                     | Представитель куролообразных. |      |    |
| Pliogallus csarnotanus      | Sp. nov                  | Kessler & Horváth     | Плиоцен                    | Местонахождения Beremend 26 и Csarnóta 2 и 4 | Венгрия · ( Баранья)                           | Представитель фазановых. |      |    |
| Primoscens carolinae        | Sp. nov                  | Mayr & Kitchener      | Эоцен (ипр)                | Лондон-Клей                                  | Великобритания · ( Англия)                     | Представитель семейства Zygodactylidae. |      |    |
| Psittacomimus               | Gen. et sp. nov          | Mayr & Kitchener      | Эоцен (ипр)                | Лондон-Клей                                  | Великобритания · ( Англия)                     | Представитель семейства Psittacopedidae. Включает единственный вид — P. eos. |      |    |
| ?Psittacopes occidentalis   | Sp. nov                  | Mayr & Kitchener      | Эоцен (ипр)                | Лондон-Клей                                  | Великобритания · ( Англия)                     | Представитель семейства Psittacopedidae. |      |    |
| Spatula praeclypeata        | Sp. nov                  | Zelenkov              | Нижний плейстоцен          | Таврида                                      | Крым                                           | Представитель утиных из дожившего до наших дней рода Spatula. |      |    |
| Waltonavis                  | Gen. et 2 sp. nov        | Mayr & Kitchener      | Эоцен (ипр)                | Лондон-Клей                                  | Великобритания · ( Англия)                     | Похожая на представителя куролообразных птица. Включает два новых вида: W. paraleptosomustypus и W. danielsi. |      |    |
| Ypresiglaux                 | Gen. et sp. et comb. nov | Mayr & Kitchener      | Нижний эоцен               | Лондон-Клей                                  | Великобритания · ( Англия) · США · ( Виргиния) | Совообразные. Род включает два вида: - Ypresiglaux michaeldanielsi Mayr & Kitchener, 2023typus; - "Eostrix" gulottai Mayr, 2016.                                                                                         |      |    |
| Zealandornis                | Gen. et sp. nov          | Worthy et al.         | Нижний миоцен              | Формация Баннокберн                          | Новая Зеландия · ( Отаго)                      | Представитель монотипического семейства Zealandornithidae, имеющего неясное систематическое положение. Морфологически напоминает представителей отряда птиц-мышей и, таким образом, может относиться к кладе Telluraves. |      |    |

- Pavia et al. опубликовали исследование остатков птиц из пещеры Купера[англ.] (местонахождение Cooper’s D) в ЮАР[299].
- Suárez опубликовал каталог фоссильных и субфоссильных птиц, известных из четвертичных отложений Кубы[300].
- De Mendoza & Gómez провели исследование взаимосвязи между формой и размером цевки современных гусеобразных и особенностями их локомоции, а также предприняли попытку применить полученные данные для изучения характеристик локомоции Cayaoa и Paranyroca[301].
- Vezzosi et al. описали дистальную часть плечевой кости коскоробы (Coscoroba coscoroba) из верхнего плейстоцена Аргентины (Сантьяго-дель-Эстеро)[302].
- De Pietri et al. описали остатки трёхпёрсток (Turnicidae indet.) из верхнеолигоценовых, нижнемиоценовых и среднемиоценовых отложений Франции, которые позволили заполнить пробел между трёхпёрстками из нижнего олигоцена и верхнего миоцена[303].
- Aotsuka & Endo описали плечевую кость неопределённого чистикового (Alcidae indet.), обнаруженную в Fukagawa Group (Хоккайдо, Япония). Это первый материал чистиковых из плиоцена западной части Тихого океана[304].
- Aotsuka, Isaji & Endo описали неполную ископаемую грудину представителя буревестниковых (Procellariidae indet.) из среднеплейстоценовой формации Ичидзику (Ichijiku Formation) в Японии[305].
- Pelegrín & Acosta Hospitaleche опубликовали обзор эволюционной и биогеографической истории пингвинообразных[306].
- Carrera, Pavia & Varela опубликовали исследование влияния прошлых климатических колебаний в западной Палеарктике и Африке на распространение серой куропатки, обыкновенного перепела, коростеля, домового сыча, белой совы и альпийской галки[307].

### Комментарии
1. ↑  Выводы исследования, основанные на оригинальном методе определения уровня метаболизма по следам ALE, не являются бесспорными[11][12]. Так, некоторые цератопсы и гадрозавры круглый год обитали в высоких широтах, что было бы затруднительно в случае их эктотермии[11][13].

1. ↑  Бо́льшая часть Крымского полуострова  является объектом территориальных разногласий между Россией, контролирующей спорную территорию, и Украиной, в пределах признанных большинством государств — членов ООН границ которой спорная территория находится. Согласно федеративному устройству России, на спорной территории Крыма располагаются субъекты Российской Федерации — Республика Крым и город федерального значения Севастополь. Согласно административному делению Украины, на спорной территории Крыма располагаются регионы Украины — Автономная Республика Крым и город со специальным статусом Севастополь.